# Ytterstön
Ytterstön är en ö i de inre delarna av Lule skärgård. Den är belägen sydost om Degerön och sydväst om Brändöskär.